# Camden (Nouvelle-Galles du Sud)
Pour les articles homonymes, voir Camden.
Camden est une ville australienne de l'agglomération de Sydney, située dans le conseil de Camden en Nouvelle-Galles du Sud.

## Géographie
Camden est située dans la plaine de Cumberland, à 65 km au sud-ouest du centre-ville de Sydney. Elle est bordée par la rivière Nepean au nord et à l'est.
Camden possède un aéroport (code AITA : CDU).

## Démographie
En 2016, la population s'élevait à 3 230 habitants.

## Politique
Camden appartient à la zone d'administration locale du même nom et relève de la circonscription de Hume pour les élections à la Chambre des représentants.